# Grant Imahara
Grant Masaru Imahara (Los Angeles, 23 ottobre 1970 – Los Angeles, 13 luglio 2020) è stato un conduttore televisivo e ingegnere statunitense di origine giapponese.

## Biografia
Laureato alla University of Southern California in ingegneria, specializzato in robotica ed elettronica potenziata, era considerato uno dei massimi esperti sui robot negli USA. Lavorò per Lucasfilm durante le riprese della trilogia prequel di Star Wars.
In Mythbusters formava insieme a Tory Belleci e Kari Byron il build team, che assiste i presentatori Adam Savage e Jamie Hyneman nel testare la plausibilità dei vari miti: lavorò nel programma dal 2003 al 2014. Nel 2016 ha presentato assieme a Belleci e Byron il programma televisivo White Rabbit Project.
È morto improvvisamente il 13 luglio 2020, a 49 anni, a causa della rottura di un aneurisma cerebrale.